# Cârjiți, Hunedoara
Cârjiți este satul de reședință al comunei cu același nume din județul Hunedoara, Transilvania, România.